# Takuya Yamada
Takuya Yamada (jap. 山田卓也 Yamada Takuya;  ur. 24 sierpnia 1974 w Tokio) – japoński piłkarz występujący na pozycji pomocnika. Zawodnik klubu Tampa Bay Rowdies.

## Kariera klubowa
Yamada karierę rozpoczynał w 1993 roku w drużynie piłkarskiej uczelni Komazawa University. W 1997 roku trafił do zespołu Verdy Kawasaki. W 2001 roku zmienił on nazwę na Tokyo Verdy. W 2004 roku Yamada zdobył z nim Emperor's Cup. W 2006 roku odszedł do Cerezo Osaka. Spędził tam sezon 2006. Następnie grał w drużynach Yokohama FC oraz Sagan Tosu. W 2010 roku wyjechał do Stanów Zjednoczonych, by grać w tamtejszym zespole FC Tampa Bay z ligi North American Soccer League, stanowiącej drugi poziom rozgrywek. W 2012 roku FC Tampa Bay zmienił nazwę na Tampa Bay Rowdies.

## Kariera reprezentacyjna
W reprezentacji Japonii Yamada zadebiutował w 2003 roku. W 2004 roku został powołany do kadry na Puchar Azji. Nie zagrał jednak na nim w żadnym meczu, a Japonia została zwycięzcą tamtego turnieju.